# Aeroportul Corvo
Aeroportul Corvo (IATA: CVU, ICAO: LPCR) este un aeroport din Azore, Portugalia ce deservește zona Município do Corvo⁠(d). Aeroportul a fost tranzitat în decembrie 2022 de 543 de pasageri. A fost deschis în 2005.
Situat la o altitudine de 20 m, aeroportul dispune de o singură pistă. Este operat de ANA – Aeroportos de Portugal⁠(d).